# Stantonia jacobsoni
Stantonia jacobsoni är en stekelart som beskrevs av Van Achterberg 1987. Stantonia jacobsoni ingår i släktet Stantonia och familjen bracksteklar. Inga underarter finns listade i Catalogue of Life.